# 칸다 아케미
칸다 아케미(神田 朱未, 1978년 11월 10일 ~ ) 또는 간다 아케미는 일본의 성우이다. 아오니 프로덕션(青二プロダクション)소속이다. 아이치현 나고야시에서 태어났다. 2001년 신 백설공주 전설 프리티어의 아와유키 마와타 역으로 데뷔했다.

## 출연작

### TV 애니메이션
2001년
- 신 백설공주 전설 프리티어(아와유키 마와타)
- 크러시기어(하나노 카오루)

2002년
- 베리베리 뮤우뮤우(레타스의 친구 3인조)
- 프린세스 츄츄(아리쿠이미)

2003년
- 울트라 매니악(니나 샤크레일 / 사쿠라 니나)
- D.C 다카포(아마카세 미하루, 로봇 미하루)

2004년
- 엘펜리트(쿠라마 히로미)
- 제비뽑기 언밸런스(아키야마 토키노)

2005년
- 마법선생 네기마(카구라자카 아스나)
- Canvas2~무지개 빛의 스케치~(시기노미야 아이)
- D.C 다카포 Second Season(아마카세 미하루)

2006년
- 두근두근 이웃사촌(아리사카 카즈키)
- 네기마?!(카구라자카 아스나)
- 소녀는 언니를 사랑하고 있다(스오우인 카나)
- 신족가족 (카미야마 네네)
- 위치 블레이드(아마하 리호코)

2007년
- 금색의 코르다 ~primo passo~(유노키 미야비)
- 모야시몬 (오이카와 하즈키)
- 블리치 (쿠나 마시로)
- 신곡주계 폴리포니카 (아리아)
- 클라나드(후지바야시 료)

2008년
- 가면의 메이드가이(시즈쿠)
- 캐릭캐릭 체인지 (루루 드 몰셰르 / 하타나카 마리모)

2009년
- GA 예술과 아트디자인 클래스 (아와라 치카코)
- 아냐마루 탐정 키르민즈 (다다노 후코)
- 마리아홀릭 (키리 나나미)

2010년
- 침략! 오징어 소녀 (타나베 코즈에)

2011년
- 페르소나4 디 애니메이션 (도지마 나나코)

2012년
- AKB0048 (오오시마 유우코)

2014년
- 텐카이 나이트 (와시자키 세이란)

2016년
- 아이카츠 스타즈! (히비키 안나)

### OVA
2004년
- 제비뽑기 언밸런스 OVA(아키야마 토키노)

2006년
- 네기마?!OVA(카구라자카 아스나)

2008년
- 비밀의 봉오리(카토 레이)
- DaCapo Innocent Finale(아마카세 미하루)
- 절대충격 ~Platonic Heart~(아즈사 스마)

### 게임
2001년
- 서몬 나이트2 (피즈)
- 두근두근 메모리얼3 ~약속의 그 장소에서~ (마키하라 유키코)

2003년
- 서몬 나이트3 (알, 소노라)
- D.C.P.S. ~다카포~ 플러스 시츄에이션 (아마카세 미하루)
- 모두의 골프4 (마리)
- 제로 ~붉은 나비~ (아마쿠라 미오)

2004년
- BLACK/MATRIX OO (테리오스 센트길더)
- 푸른 눈물 (히비노 사에카)
- 록맨X 커맨드 미션 (나나)
- 샤이닝 티어즈 (류우나)

2005년
- 선광의 윤무 (리리 레비너스)
- 마법선생 네기마! 1교시 꼬마 선생님은 마법사! (카구라자카 아스나)
- 마법선생 네기마! 2교시 싸우는 소녀들! 마호라 대운동회SP! (카구라자카 아스나)
- 테일즈 오브 레젠디아 (미미 브레드)
- D.C. Four Seasons ~다카포~ 포 시즌즈 (아마카세 미하루)

2006년
- CLANNAD PS2판 (후지바야시 료)
- 록맨 록맨 (아이스맨)
- 영웅전설 VI 천공의 궤적 SC (에스텔 브라이트)
- 두근두근 메모리얼ONLINE (칸다 아케미)
- 마법선생 네기마! 과외수업 소녀의 두근두근 피치 사이드 (카구라자카 아스나)
- 룬 팩트리 -신 목장 이야기- (멜로디)
- 영웅전설 VI 천공의 궤적 FC (에스텔 브라이트)
- 네기마!? 초 마호라 대전 컷 인☆계약집행 있습니다. (카구라자카 아스나)
- 네기마!? 3교시 사랑과 마법과 세계수 전설! (카구라자카 아스나)
- 히메히비 -Princess Days- (하루무라 마야)

2007년
- 드래곤 섀도우 스펠 (사라 세이크리드하트)
- 네기마!? 초 마호라 대전 츄 체크 인 전원집합! 역시 온천에 왔습니다. (카구라자카 아스나)
- 트윙클 (모모카)
- 네기마!? どり〜むたくてぃっく꿈꾸는 소녀는 프린세스 (카구라자카 아스나)
- 네기마!? 네오 파크티오 파이트! (카구라자카 아스나)
- 영웅전설 천공의 궤적 TC (에스텔 브라이트)
- BLADE STORM 백년전쟁 (마가렛)
- Wonderland ONLINE -암흑의 금술- (바넷사)

2008년
- CLANNAD FULL VOICE (후지바야시 료)
- CLANNAD PSP판 (후지바야시 료)
- 새벽의 아마네카와 푸른 거신 (아마네카 마하버스터)
- 페르소나4 (도지마 나나코)
- 히메히비 -Princess Days- 포터블 (하루무라 마야)
- CLANNAD 360판 (후지바야시 료)